# マッケイミー・マナー
マッケイミー・マナー (McKamey Manor) は、アメリカ合衆国にある世界一怖いと言われるサバイバルホラー型お化け屋敷である。
海軍に23年勤めた退役軍人であるラス・マッケイミーによりサンディエゴで設立され、2017年にテネシー州に移された。現在は米国テネシー州とアラバマ州にて、一年を通して営業されており、参加時間は最大8〜10時間続く場合がある。

## 概要
テネシー州では参加者は少なくとも21歳、または親の同意を得た18歳から20歳である必要がある。アラバマ州では、21歳以上のみ参加可能である。
複数の種類のコースがあるが、10時間程度を要するDesolationと呼ばれるコースの場合は、最後まで耐え抜くと20000ドルの賞金を得ることができる。
毎度内容は変更されるが、参加前には40ページほどの免責事項を読み、同意する必要がある。例えば、参加中は演者から殴る、蹴る、タトゥーを掘る、爪を剥ぐ、薬物を服用させられる、麻酔無しで歯を抜かれるといった暴力行為が行われる可能性についても言及される場合がある。